# Acropyga epedana
Acropyga epedana es una especie de hormiga del género Acropyga, tribu, Lasiini, orden Hymenoptera. Fue descrita por Snelling en 1973.

## Distribución
Se distribuye por México y Estados Unidos.

## Hábitat
Habita en bosques ribereños, debajo de piedras y rocas y en nidos. Se ha encontrado a elevaciones de 930-1680 metros.